# 阿克卡耶帕尔莱
阿克卡耶帕尔莱（Akkayapalle），是印度安得拉邦Cuddapah县的一个城镇。总人口18247（2001年）。

## 人口
该地2001年总人口18247人，其中男性9346人，女性8901人；0—6岁人口2541人，其中男1305人，女1236人；识字率62.02%，其中男性为70.18%，女性为53.44%。